# 甲狀舌骨膜
甲狀舌骨膜（thyrohyoid membrane、或 hyothyroid membrane(甲狀腺膜)）是喉部的一種寬廣，且呈纖維彈性的片狀膜體。甲狀舌骨膜的下面附著在甲狀軟骨的上邊緣及其上角部的前方，在舌骨主體的後表面的上邊緣及舌骨的大角部之上，從而在舌骨的主體的後表面之後穿過。而且甲狀舌骨膜通過粘滑液囊與舌骨分開，便於吞嚥時喉部能夠向上運動。
其中間較厚的部分被稱為甲狀舌骨正中韌帶，其側面較薄的部分被喉上部血管及喉上神經的內部分支所刺穿。
而其前表面與甲狀舌骨肌、胸骨舌骨肌、肩胛舌骨肌，以及舌骨主體均有關連。
且甲狀舌骨膜被喉內神經及喉上動脈所刺穿。

## 附件圖片

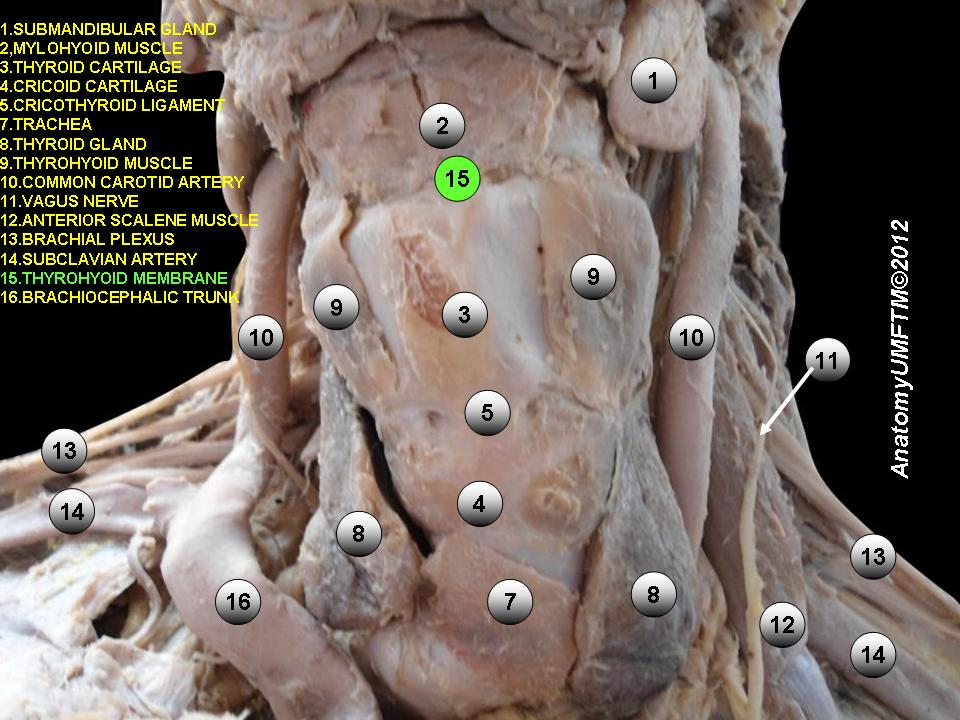
甲狀舌骨膜
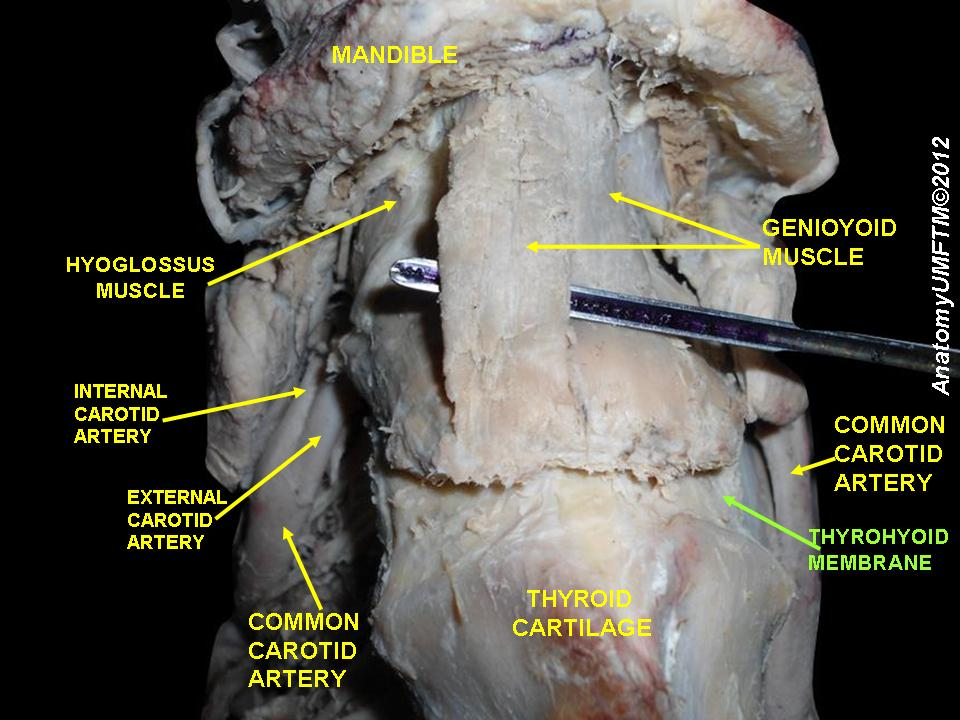
甲狀舌骨膜
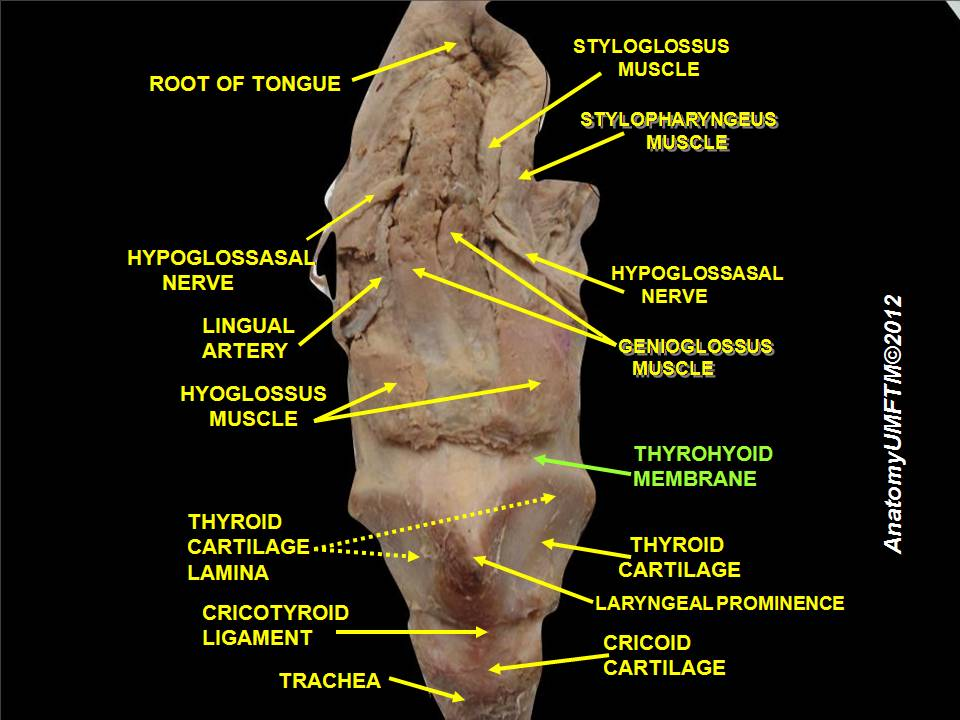
甲狀舌骨膜
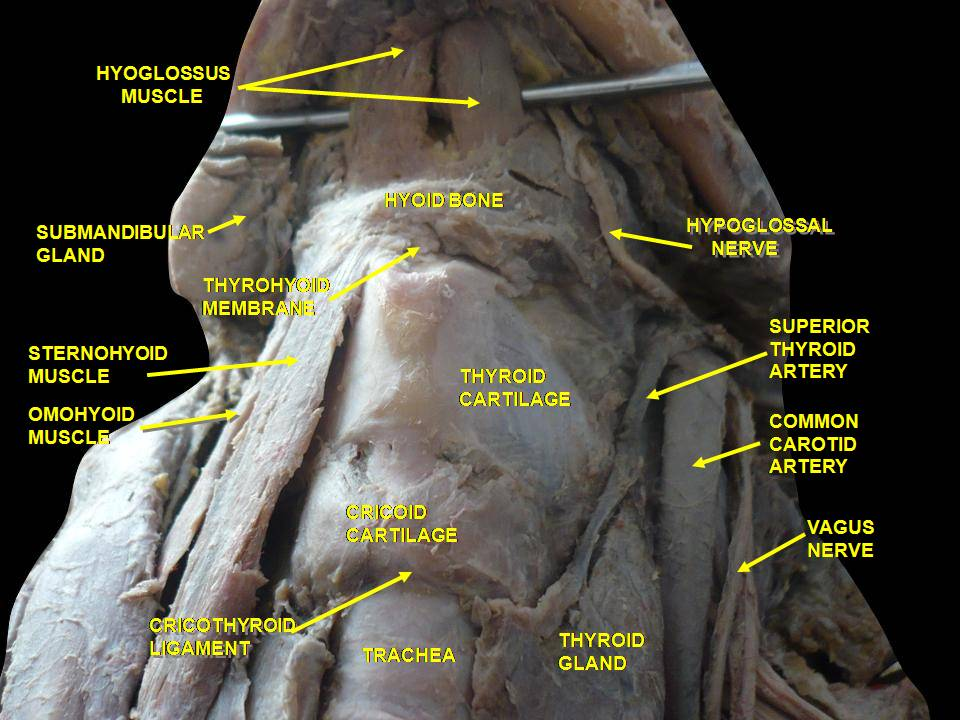
肌肉、神經及頸動脈。深層剖析。前視圖。

## 外部連接
- . Roche Lexicon - illustrated navigator. Elsevier. （原始内容存档于2014-01-01）.
- （英文）lesson11 在韦斯利诺曼的解剖课上（乔治城大学） (larynxmembranes)
- 圖譜：rsa3p11 at the University of Michigan Health System - "Larynx, anterior view"
- 圖譜：rsa3p12 at the University of Michigan Health System - "Larynx, lateral view"